# دیوید میلر
دیوید میلر (انگلیسی: David Miller؛ ۲۸ نوامبر ۱۹۰۹ – ۱۴ آوریل ۱۹۹۲) کارگردان اهل ایالات متحده آمریکا بود. از آثار او می‌توان به فیلم‌های عاشق‌پیشه، جنس مخالف و توری نیمه‌شب اشاره نمود.